# يوهان لودفيك بركهارت

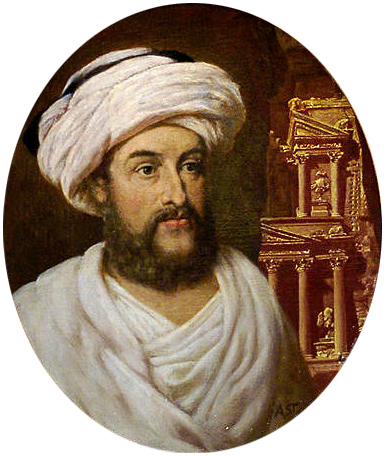
جون لويس بوركهاردت، وفي الخلفية تبدو خزنة البتراء

جون لويس بركهارت، رحالة ومؤرخ سويسري. غيَّر اسمه إلى «إبراهيم بن عبد الله» أثناء رحلاته في العالم العربي.

## نشأته ورحلاته
ولد سنة 1784 م من أب سويسري وأم إنجليزية، واضطر سنة 1806م إلى الانتقال إلى لندن بعد احتلال الإمبراطور الفرنسي نابليون لبلاده، وكان الجو العام في لندن مهتماً بالعالم الإسلامي ومسابقة فرنسا هناك، والتحق بوركهارد بالجمعية الملكية المعنية بالاكتشافات الجغرافية في أفريقيا.
وعلى الرغم من أن أغلب نشاطات الجمعية كانت تدرس مجاهل أفريقيا إلا أن الدين الإسلامي كان مثيراً لبركهارت وخاصة مع ظهور الدولة السعودية سنة 1744م، وذيوع صيتها في أرجاء العالم بعد استحواذها على الحرمين الشريفين، وإعلانها عدم شرعية خلافة آل عثمان،[بحاجة لمصدر] فقرر برركهارت ترك الجمعية ودراسة اللغة العربية في جامعة كامبردج. وأعفى لحيته ليرافق الحجاج الأفارقة إلى الشرق متنكراً بشخصية رجل مسلم ألباني اسمه الحاج إبراهيم، ووصل إلى حلب وتعمق أكثر باللغة العربية واتصل بقبائل عنزة في بلاد الشام.
رحل إلى مصر سنة 1812م واتصل بمحمد علي باشا الذي كان يتقلد ولاية مصر للتو، ومكلف بحرب آل سعود، ورافقه بركهارت لغزو جزيرة العرب، ومكث بين مكة والمدينة من سنة 1814م إلى سنة 1816م. لاحظ بركهارت تعصب الترك ضد العرب الذي كان يقدرهم كثيراً، ولم يستطع إخفاء إعجابه بهم وبنبالتهم وشجاعتهم وخاصة قبائل حرب وعنزة والبقوم وغالية البقمية. وقد دون بركهارت جميع نتائج بحوثه في كتاب أسماه (رحلات في شبه الجزيرة العربية) وكتاب (تاريخ الوهابيين) ثم (ملاحظات على البدو الوهابيين). وفي الكتاب الأخير يصف أتباع آل سعود من قبائل العرب الوهابية. ويصف زعيم الوهابية بالرجل العادل والمانع للظلم.
كان يؤرخ لحقبة عبد الله بن سعود الكبير والدولة السعودية الأولى.

## اكتشافه البتراء
أعيد اكتشاف مدينة البتراء عام 1812 م علي يدي المستشرق بركهارت . جاء بركهارت إلى البتراء مدعياَ بانة مسلم من الهند بعد أن تنكر بزي إسلامي، وهدفه تقديم أضحية إلى النبي هارون؛ وبذلك سمح له السكان المحليون بالدخول إلى المدينة الوردية. وقد احتوى كتابه المطبوع عام 1828 والمعروف باسم رحلات في سوريا والديار المقدسة على صور للبتراء.

## وفاته
قرر بركهارت الرحيل من جزيرة العرب إلى بلاده، إلا أنه مرض في ينبع، وتحامل على نفسه ووصل إلى جزيرة سيناء ومكث بها شهرين، ودوّن الكثير عن أهلها وقبائلهم، ثم دخل مصر وتوفي فيها سنة 1817م.

## روابط خارجية
- يوهان لودفيك بركهارت على موقع الموسوعة البريطانية (الإنجليزية)
- كتاب رحلات إلى سوريا والبلاد المقدسة (الإنجليزية)